# Ficus dandrimonti
Ficus dandrimonti is een slakkensoort uit de familie van de Ficidae. De wetenschappelijke naam van de soort is voor het eerst geldig gepubliceerd in 2012 door Lorenz.